# 克拉斯诺亚罗沃村委员会
克拉斯诺亚罗沃村委员会（俄语：Краснояровский сельсовет）是俄罗斯联邦阿穆尔州马扎诺沃区所属的一个村委员会。其下辖有5个居民点，行政中心为克拉斯诺亚罗沃。据2016年统计，该村委员会的人口为1300人。